# Claes Heijndricksz. Giettermaker

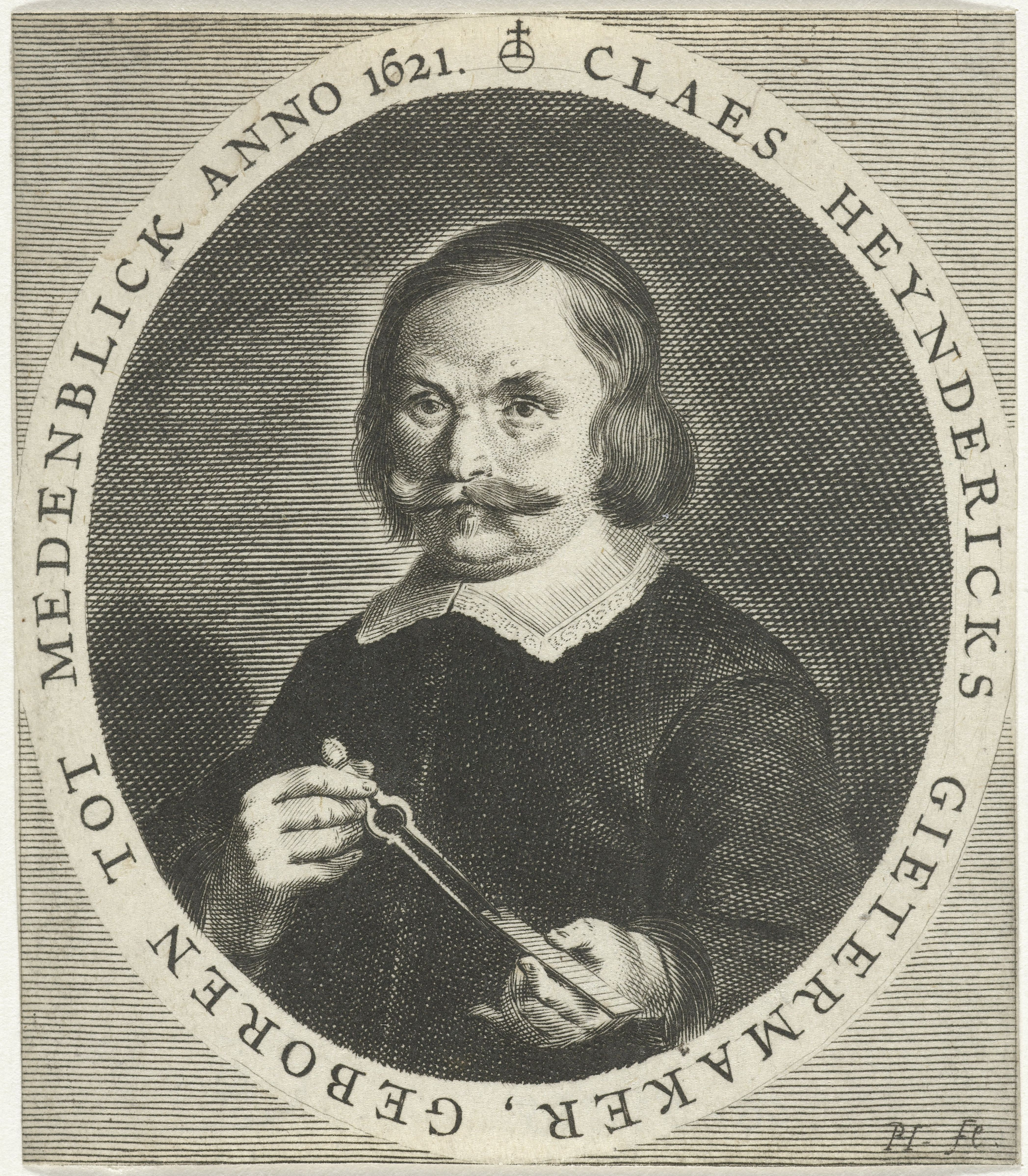
Portret van Claes Heijndricksz. Giettermaker
Pieter Holsteyn II
1662

Claes Heijndricksz. Giettermaker (ook Klaas, Klaes, Hendricksz, Hendricks, Hendricksen, Heindricksz, Heyndericks, Gietermaker, Gietermaeker, Giettermaecker) (Medemblik, 1621-1667), was een wiskundige, auteur en docent.

## Strijd onder de Amsterdamse wiskundigen
Op 7 augustus 1663 drukt Herman Aeltz te Amsterdam in de Kalverstraet in opdracht van Giettermaker het pamflet met de titel Den Amsterdamschen belachelijcken geometrischen bril-maker Cornelis Sackers van Leeuwen. Voorgestelt, in een vertooningh der opgeraepte vuyle leugenen, ende opgeblasen quacksalvers-redenen ontrent sijnen bril, voor de Amsterdamsche belachelijcke geometristen. Ditmaal wordt onderaan het titelblad gemeld dat de auteur (Giettermaker) woonende is aan de Haerlemmer-dijck in t huys van Lastman Zalr. Het pamflet bestaat uit zestien pagina's en is een reactie op tijdgenoot en collega-schoolhouder Cornelis van Leeuwen (aan de Zeedijk). Deze Sackers van Leeuwen ageert tegen zijn collega's en wijst hen op het feit dat zij het werk van andere wiskundigen kopiëren maar zelf niets nieuws brengen en hij beschuldigt hen van het feit dat ze oefeningen van meesters overnemen omdat ze de oefeningen zelf niet begrijpen. Giettermaker leest Sackers van Leeuwen de les met zijn pamflet. Collega-wiskundige Christiaen Martini Anhaltin komt eveneens in 1663 met een 68-pagina's tellend schoolboek waarin hij Sackers van Leeuwen vanaf pagina 16 tot 67 aanhaalt, terechtwijst of beledigt. Ook Abraham de Graaf laat van zich horen in deze strijd in een 59-pagina's tellend pamflet met de titel Ontleding van de bril voor de amsterdamze belachelijke geometristen, het werk wordt gedrukt voor de auteur én voor 'Claas Hendricksz. Gietermaker'. De Graaf reageert op vijf pagina's rechtstreeks op de beschuldigingen die door Sackers van Leeuwen op hem geuit waren. Op pagina 51 richt hij zich rechtstreeks tot Sackers van Leeuwen: Mons van Leeuwen: Dewijl nu alle slagen, van u op my en andere toegebracht, afgekeert, en alle, of de voornaamste van dien, op u haar kracht getoont hebben, zo zijt gy bedankt voor de eer van u gezelschap, en voor 't vermaak my en de Omstaanders, (door het toebrengen van uwe Miskunstige slagen) aagedaan: en belgt u niet, dat wy uwe Klauwen, die wy nu getoest hebben, voortaan niet meer zullen konnen achten voor Leeuws, maar veel eer voor Kats Klauwen, als meer dienende om te krabben, dan te vechten: goeden dag: vaart wel: en ik bid u versuymt u zelven niet, maar laat op het spoedigst den Chirurgijn en Medecijn komen, opdat ze uw gequetste lichaam verbinden, en u beswijmende geest herscheppen; anders vrees ik, dat gy ons haast tot u uitvaart zoudt nodigen. Sackers van Leeuwen komt in 1664 met een antwoord aan Giettermaker; het pamflet met de titel Antwoordt tegen het lasterboeckje van den Amsterdamschen belachelijken geometrist en bril-sifter Klaes Hendriksz. Gietermaker. telt twaalf pagina's en wordt uitgegeven door Hendrick Doncker. Op pagina vier haalt Sackers van Leeuwen aan dat Giettermaker kwaad zou zijn op Doncker en dat hij – Sackers van Leeuwen – dat niet is: Staat niet Donckers deur open voor yeder een? Onderaan de pagina sluit Sackers van Leeuwen af met een rijmpje:
Gietermaker
Schelt niemant meer al voor een Sot,
Ghy brenght u zelver geheel tot Spot,
Laet daer door blijcken, dit wel versint;
Datje een Lantaern sonder licht bint.
Hoewel er misschien een kern van waarheid zit in dit gedicht - Giettermaker (en met hem Anhaltin en De Graaf) had zich immers wel erg uit de tent laten lokken – Sackers van Leeuwen weet niet te overtuigen daar hij de wiskundigen niet verslaat op het terrein der wiskunde doch zich verlaagt tot pesterijen en laster. Doncker verdient prima aan de onderlinge krachtmetingen van de wiskundigen.

## Laatste jaren
Op 4 april 1665 schrijft Christiaan Huygens aan J. Hudde Vier Exemplaren van mijn Instructie, om te geven aen Giettermaker en andere. Hudde meldt de volgende dag dat hij zal doen wat Huygens wenst; hij stuurt de Instructie van Oost en West naar Giettermaker en een of twee andere onderwijzers die het stuk der Zeevaart verstaan. Pagina 309. Op 17 april laat Hudde aan Huygens weten dat hij een van de piloot-boekjes van Huygens heeft overhandigd aan Giettermaker en een aan Dierk Rembrants van Nierop. Pag 332. Hieruit kunnen we afleiden dat men inzag hoe belangrijk het was de kennis van Giettermaker op het hoogste niveau te houden opdat hij de juiste kennis kon doorgeven.
In 1666 verschijnt een fors werk, 488 pagina's, getiteld De Drie boeken van Klaes Hendricksz Gietermakers: Onderwijs der Navegatie, ofte Konst der Stuurlieden, bestaende in de volmaecktheyt der zeevaert. Het werk wordt gedrukt voor Giettermaker en Pieter Goos. Op het titelblad meldt Giettermaker dat hij landmeter is en examinateur der Stuurlieden in dienst van de VOC. Hij houdt zijn school nu aan de Haerlemmerdijck, by d'Eenhooren Sluys, in de Konst-school.
Giettermaker sterft in 1667.

## Varia
- Van Giettermaker zijn 50 werken bekend in 101 publicaties. Het werk werd uitgegeven in drie talen en maakt anno 2017 onderdeel uit van 120 bibliotheekcollecties.